# 翁俊民
拿督斯里翁俊民（中文姓名拼音，1952年3月26日—），是印尼華裔企业家、投资者和慈善家。翁俊民是印尼國信集團創始人。他因成为印度尼西亚第十二位富豪而闻名。翁俊民祖籍中國福建省福清市新厝鎮漆林村，屬興化人，也是國立臺灣科技大學教授。

## 早期生活和教育
翁俊民於1952年3月26日出生於印度尼西亞泗水的貧民窟。他是由父母撫養長大的。 1971年，他畢業於泗水的Petra Kalianyar基督教中學。翁俊民曾經想當一名醫生，但是當他的父親生病且無力再支持他讀醫學院時，他便專注於幫助父親做生意。
他獲得了新加坡南洋理工學院（現為南洋理工大學）的獎學金，並獲得了文學/科學學士學位。35歲時，他進入了美國加利福尼亞州的金門大學，並獲得了金融教育碩士學位。2019年，翁俊民取得加查馬達大學領導與創新研究政策博士。

## 公共服務
- 2016年11月獲聯合國難民署委任為世界第三位“聯合國難民署首席特使”[5]。
- 2017年3月獲斐濟共和國委任為斐濟共和國駐印尼泗水名譽領事[6]。
- 2019年12月獲印尼總統佐科·維多多委任為2019年至2024年度印尼總統國策顧問委員會委員[7]。

## 殊榮
- 2010年5月獲馬來西亞蘇丹冊封拿督斯里封號[4]。
- 2014年獲前印尼總統蘇西洛授予Satyalancana Wira Karya勳章[4]。
- 2015年8月榮獲印尼總統佐科·維多多頒發“國家一級功勳章”（Bintang Jasa Utama）[8]。
- 2017年獲頒國立臺灣科技大學榮譽博士學位[3]。
- 2018年8月榮獲印尼總統佐科·維多多頒發“國家英雄大兒女勳章”（Bintang Mahaputra Naraya）[9]。